# 日本介護支援専門員協会
一般社団法人日本介護支援専門員協会（にほんかいごしえんせんもんにんきょうかい, Japan Care Manager Association）は、介護支援専門員（ケアマネジャー）で構成される職能団体。
2005年11月30日に全国介護支援専門員連絡協議会が解散して設立。全国の介護支援専門員のネットワークを構築し、介護支援専門員の資質の向上と地位の確立を図ることにより、もって国民の保健医療の向上と福祉の増進に寄与することを目的として活動している。
同職は介護保険法では「介護支援専門員」と位置づけられるがであるが、「ケアマネジャー」と表す場合も多い。

## 所在地等
- 所在：東京都千代田区神田小川町1丁目11番地 金子ビル2階